# Araeopus granulinervis
Araeopus granulinervis är en insektsart som först beskrevs av Stsl 1854.  Araeopus granulinervis ingår i släktet Araeopus och familjen sporrstritar. Inga underarter finns listade i Catalogue of Life.